# Fusconaia cerina
Fusconaia cerina är en musselart som först beskrevs av Conrad 1838.  Fusconaia cerina ingår i släktet Fusconaia och familjen målarmusslor. Inga underarter finns listade i Catalogue of Life.